# Rafael Terol Maluenda
Rafael Terol Maluenda (Alicante, 14 de mayo de 1842 - 13 de enero de 1902) fue un político español. Alcalde de Alicante y Presidente de la Diputación Provincial de Alicante, fue además Presidente del Círculo Progresista de Alicante y líder del Partido Liberal. 

## Actividad política
Fue elegido varias veces Diputado Provincial (1871-1874 / 1877-1878 / 1882-1887) llegando a ser Vicepresidente en el periodo 1882- 1883 y Presidente de la Diputación de Alicante en 1883-1884.
Fue alcalde de Alicante del 18 de marzo de 1887 al 24 de diciembre de 1890 y, después, 1896 y Diputado en Cortes (1893 / 1898 / 1901)
Es uno de los responsables del ensanche urbanístico de Alicante, impulsor del Paseo de la Explanada, de la Banda Municipal de Música y del Instituto Químico.

## Actividad en Masonería
Fue iniciado en Masonería en 1880 en la Logia Constante Alona número 44. Su nombre simbólico fue el de Mateo. Llegó a ser Grado 30º. Pidió la plancha de quite en la Logia Constante Alona en 1887. Fundó al año siguiente con otros masones la Logia Esperanza.